# اوگو آمبر
اوگو آمبر (فرانسوی: Ugo Humbert‎؛ تلفظ فرانسوی: [yɡo œ̃bɛʁ]؛ زادهٔ ۲۶ ژوئن ۱۹۹۸) تنیس‌باز اهل فرانسه است.